# Apharitis gilletti
Apharitis gilletti är en fjärilsart som beskrevs av Riley 1925. Apharitis gilletti ingår i släktet Apharitis och familjen juvelvingar. Inga underarter finns listade i Catalogue of Life.